# Uomini 1988-2000
Uomini 1988-2000 è una raccolta ufficiale della rockband italiana Ritmo Tribale, pubblicata nel 2007.

## Il disco
La raccolta pesca da tutti gli album del gruppo milanese e ci aggiunge una manciata di inediti, da “Sul fondo del mondo” e “Un’altra metà”, tratti dalle sessioni al Jungle Studio del 1996. Dopo la pubblicazione della raccolta, dopo circa sei anni dallo scioglimento il gruppo svolge anche alcune date live.

## Tracce
Disco 1
1. Oceano
2. Lumina
3. Domina
4. Madonna
5. Bocca chiusa
6. Mother
7. Il centro
8. Ti detesto II
9. Circondato
10. Sogna
11. Universo
12. La mia religione
13. 2 Milioni
14. Angelo
15. 2000 (Rock Club version '98)
16. L'ago della bilancia
17. Nessuna scusa
18. Amara
19. Huomini

Disco 2
1. Il male
2. Violento
3. Kriminale
4. Base luna
5. Diamante
6. Bandiere
7. Un'altra realtà (JSS Session's '96)
8. Anarkia
9. La verità
10. Nessuno
11. Sul fondo del mondo (JSS Session's '96)
12. Julian
13. Hanno tradito
14. Musica
15. Il lupo
16. L'assoluto
17. 12 Linee
18. Yamuna
19. È giunta l'ora (Nocturnal version JSS '96)

## Formazione
- Stefano "Edda" Rampoldi - voce
- Andrea Scaglia - chitarra, cori, voce (traccia 1.2, 1.7, 1.15, 2.2, 2.4, 2.5, 2.7, 2.11, 2.12, 2.13, 2.14, 2.19)
- Fabrizio Rioda - chitarra ritmica
- Andrea "Briegel" Filipazzi - basso
- Luca "Talia" Accardi - tastiere
- Alex Marcheschi - batteria

Altri musicisti
- Alessandro "Zero" Zerilli - basso (traccia 1.5, 1.9, 2.6) [2]